# Embassament de Contreras

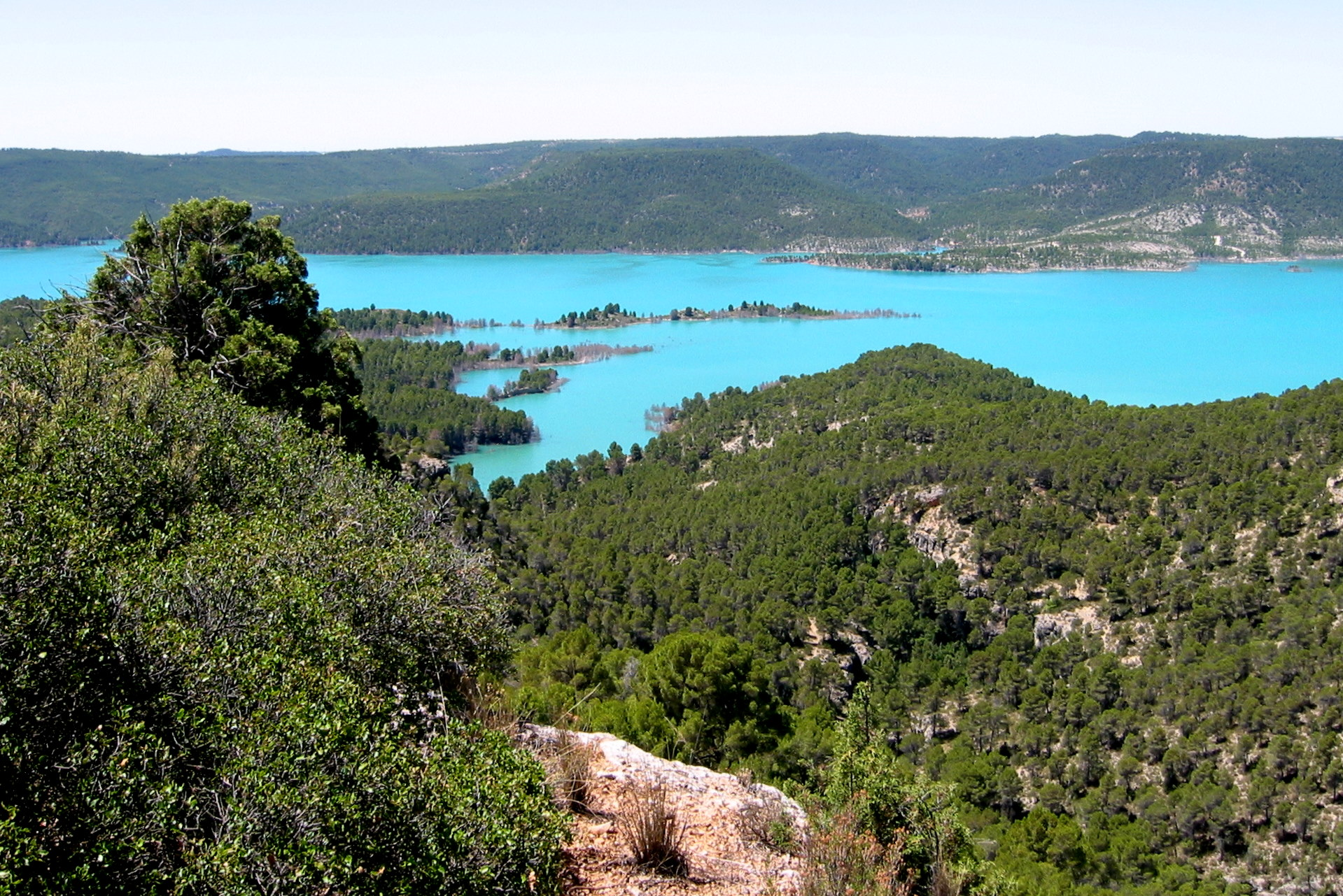
Vista parcial de l'embassament de Contreras

L'embassament de Contreras està situat al municipi de Villargordo del Cabriol, a la comarca Requena-Utiel, País Valencià i La Pesquera, Mira, Enguídanos i Minglanilla a la província de Conca Es va construir l'any 1974 al llit del riu Cabriol sobre una superfície de 2748 hectàrees, amb una capacitat màxima de 874 hm³. Té una pressa de gravetat. Este embassament pertany a la Confederació Hidrogràfica del Xúquer.